# UCI Women’s World Tour 2024
UCI Women’s World Tour 2024 – 9. edycja cyklu wyścigów kolarskich UCI Women’s World Tour.
W kalendarzu 9. edycji cyklu UCI Women’s World Tour znalazło się początkowo 28 wyścigów (14 jednodniowych i 14 wieloetapowych) rozgrywanych między 12 stycznia a 20 października 2024. Ostatecznie wyścig Tour of Scandinavia został jednak odwołany.

## Kalendarz
Opracowano na podstawie:
| UCI Women’s World Tour 2024   | UCI Women’s World Tour 2024  | UCI Women’s World Tour 2024              | UCI Women’s World Tour 2024 | UCI Women’s World Tour 2024                   | UCI Women’s World Tour 2024                  | UCI Women’s World Tour 2024                 | UCI Women’s World Tour 2024 |
| Data                          | Państwo                      | Wyścig                                   | Kat.                        | Zwyciężczyni                                  | Drugie miejsce                               | Trzecie miejsce                             |                             |
| ----------------------------- | ---------------------------- | ---------------------------------------- | --------------------------- | --------------------------------------------- | -------------------------------------------- | ------------------------------------------- | --------------------------- |
| 12 – 14 stycznia 2024         | Australia                    | Women's Tour Down Under                  | 2.WWT                       | Sarah Gigante (AG Insurance-Soudal Team)      | Nienke Vinke (Team dsm-firmenich PostNL)     | Neve Bradbury (Canyon-SRAM Racing)          |                             |
| 27 sty                        | Australia                    | Cadel Evans Great Ocean Road Race Women  | 1.WWT                       | Rosita Reijnhout (Team Visma \| Lease a Bike) | Dominika Włodarczyk (UAE Team ADQ)           | Cecilie Uttrup Ludwig (FDJ-Suez)            |                             |
| 8 – 11 lutego 2024            | Zjednoczone Emiraty Arabskie | UAE Tour Women                           | 2.WWT                       | Lotte Kopecky (SD Worx-Protime)               | Neve Bradbury (Canyon-SRAM Racing)           | Margarita Victoria García (Liv AlUla Jayco) |                             |
| 24 lut                        | Belgia                       | Omloop Het Nieuwsblad – women's race     | 1.WWT                       | Marianne Vos (Team Visma \| Lease a Bike)     | Lotte Kopecky (SD Worx-Protime)              | Elisa Longo Borghini (Lidl-Trek)            |                             |
| 2 mar                         | Włochy                       | Strade Bianche Donne                     | 1.WWT                       | Lotte Kopecky (SD Worx-Protime)               | Elisa Longo Borghini (Lidl-Trek)             | Demi Vollering (SD Worx-Protime)            |                             |
| 10 mar                        | Holandia                     | Ronde van Drenthe                        | 1.WWT                       | Lorena Wiebes (SD Worx-Protime)               | Elisa Balsamo (Lidl-Trek)                    | Puck Pieterse (Fenix-Deceuninck)            |                             |
| 17 mar                        | Włochy                       | Trofeo Alfredo Binda-Comune di Cittiglio | 1.WWT                       | Elisa Balsamo (Lidl-Trek)                     | Lotte Kopecky (SD Worx-Protime)              | Puck Pieterse (Fenix-Deceuninck)            |                             |
| 21 mar                        | Belgia                       | Classic Brugge-De Panne                  | 1.WWT                       | Elisa Balsamo (Lidl-Trek)                     | Charlotte Kool (Team dsm-firmenich PostNL)   | Daria Pikulik (Human Powered Health)        |                             |
| 24 mar                        | Belgia                       | Gandawa-Wevelgem                         | 1.WWT                       | Lorena Wiebes (SD Worx-Protime)               | Elisa Balsamo (Lidl-Trek)                    | Chiara Consonni (UAE Team ADQ)              |                             |
| 31 mar                        | Belgia                       | Ronde van Vlaanderen voor Vrouwen        | 1.WWT                       | Elisa Longo Borghini (Lidl-Trek)              | Katarzyna Niewiadoma (Canyon-SRAM Racing)    | Shirin van Anrooij (Lidl-Trek)              |                             |
| 6 kwi                         | Francja                      | Paryż-Roubaix Femmes                     | 1.WWT                       | Lotte Kopecky (SD Worx-Protime)               | Elisa Balsamo (Lidl-Trek)                    | Pfeiffer Georgi (Team dsm-firmenich PostNL) |                             |
| 14 kwi                        | Holandia                     | Amstel Gold Race                         | 1.WWT                       | Marianne Vos (Team Visma \| Lease a Bike)     | Lorena Wiebes (SD Worx-Protime)              | Ingvild Gåskjenn (Liv AlUla Jayco)          |                             |
| 17 kwi                        | Belgia                       | La Flèche Wallonne Féminine              | 1.WWT                       | Katarzyna Niewiadoma (Canyon-SRAM Racing)     | Demi Vollering (SD Worx-Protime)             | Elisa Longo Borghini (Lidl-Trek)            |                             |
| 21 kwi                        | Belgia                       | Liège-Bastogne-Liège Femmes              | 1.WWT                       | Grace Brown (FDJ-Suez)                        | Elisa Longo Borghini (Lidl-Trek)             | Demi Vollering (SD Worx-Protime)            |                             |
| 28 kwietnia – 5 maja 2024     | Hiszpania                    | La Vuelta Femenina                       | 2.WWT                       | Demi Vollering (SD Worx-Protime)              | Riejanne Markus (Team Visma \| Lease a Bike) | Elisa Longo Borghini (Lidl-Trek)            |                             |
| 10 – 12 maja 2024             | Hiszpania                    | Itzulia Women                            | 2.WWT                       | Demi Vollering (SD Worx-Protime)              | Mischa Bredewold (SD Worx-Protime)           | Juliette Labous (Team dsm-firmenich PostNL) |                             |
| 16 – 19 maja 2024             | Hiszpania                    | Vuelta a Burgos Féminas                  | 2.WWT                       | Demi Vollering (SD Worx-Protime)              | Évita Muzic (FDJ-Suez)                       | Karlijn Swinkels (UAE Team ADQ)             |                             |
| 24 – 26 maja 2024             | Wielka Brytania              | RideLondon Classique                     | 2.WWT                       | Lorena Wiebes (SD Worx-Protime)               | Charlotte Kool (Team dsm-firmenich PostNL)   | Lotte Kopecky (SD Worx-Protime)             |                             |
| 6 – 9 czerwca 2024            | Wielka Brytania              | Tour of Britain Women                    | 2.WWT                       | Lotte Kopecky (SD Worx-Protime)               | Anna Henderson (Team Visma \| Lease a Bike)  | Christine Majerus (SD Worx-Protime)         |                             |
| 15 – 18 czerwca 2024          | Szwajcaria                   | Tour de Suisse Women                     | 2.WWT                       | Demi Vollering (SD Worx-Protime)              | Neve Bradbury (Canyon-SRAM Racing)           | Elisa Longo Borghini (Lidl-Trek)            |                             |
| 7 – 14 lipca 2024             | Włochy                       | Giro d'Italia Women                      | 2.WWT                       | Elisa Longo Borghini (Lidl-Trek)              | Lotte Kopecky (SD Worx-Protime)              | Neve Bradbury (Canyon-SRAM Racing)          |                             |
| 12 – 18 sierpnia 2024         | Francja                      | Tour de France Femmes                    | 2.WWT                       | Katarzyna Niewiadoma (Canyon-SRAM Racing)     | Demi Vollering (SD Worx-Protime)             | Pauliena Rooijakkers (Fenix-Deceuninck)     |                             |
| 24 sie                        | Francja                      | Classic Lorient Agglomération            | 1.WWT                       | Mischa Bredewold (SD Worx-Protime)            | Chloé Dygert (Canyon-SRAM Racing)            | Liane Lippert (Movistar Team)               |                             |
| 27 sierpnia – 1 września 2024 | Norwegia                     | Tour of Scandinavia                      | 2.WWT                       | odwołany                                      |                                              |                                             |                             |
| 6 – 8 września 2024           | Szwajcaria                   | Tour de Romandie Féminin                 | 2.WWT                       | Lotte Kopecky (SD Worx-Protime)               | Demi Vollering (SD Worx-Protime)             | Gaia Realini (Lidl-Trek)                    |                             |
| 8 – 13 października 2024      | Holandia                     | Holland Ladies Tour                      | 2.WWT                       | Lotte Kopecky (SD Worx-Protime)               | Franziska Koch (Team dsm-firmenich PostNL)   | Zoe Bäckstedt (Canyon-SRAM Racing)          |                             |
| 15 – 17 października 2024     | Chiny                        | Tour of Chongming Island                 | 2.WWT                       | Marta Lach (Ceratizit-WNT Pro Cycling)        | Mylène de Zoete (Ceratizit-WNT Pro Cycling)  | Scarlett Souren (VolkerWessels)             |                             |
| 20 paź                        | Chiny                        | Tour of Guangxi Women                    | 1.WWT                       | Sandra Alonso (Ceratizit-WNT Pro Cycling)     | Giada Borghesi (Human Powered Health)        | Marta Lach (Ceratizit-WNT Pro Cycling)      |                             |

## Zespoły
W sezonie 2024 w dywizji UCI Women’s WorldTeam znalazło się 15 zespołów:
| translation for headoftableIII_translate index 58 not found (15)- AG Insurance-Soudal Team - Canyon-SRAM Racing - Ceratizit-WNT Pro Cycling - FDJ-Suez - Fenix-Deceuninck - Human Powered Health - Lidl-Trek - Liv AlUla Jayco - Movistar Team - Roland - Team DSM-Firmenich PostNL - SD Worx-Protime - Team Visma \| Lease a Bike - UAE Team ADQ - Uno-X Mobility |
| |